# Maskinrummet
Maskinrummet är ett danskt privat motormuseum i Skagen. Det grundades av Henning Kjeldsen 2020 och öppnade 2021. Det är inrymt i en byggnad i Skagens hamn.
År 2022 fanns i Maskinrummet  över 450 industri-, stationära, lantbruks- och fartygsmotorer. Av varmluftsmotorer finns en Stirling-Riedersche Heissluft-Maschine, byggd omkring 1888 av Maschinenfabrik von Alexander Monski i Ellenberg.
I Maskinrummet finns ett antal motorer, som är driftsdugliga och upp till 25 körs samtidigt under besökstid.
Det finns också en samling på omkring 40 motorcyklar och mopeder samt allehanda maritima artefakter, varibland ett femtiotal fartygsmodeller och 300 flaskskepp. 
I museet återuppbyggs elverket på ön Jegindø i Limfjorden med fyra motorer: två Bukh från 1930, en Burmeister & Wain och en Frichs från omkring 1950.

## Nybyggnad
Grundaren Henning Kjeldsen informerade i slutet av 2022 om planer att uppföra en museibyggnad med 6 500 kvadratmeter utställningsyta bredvid Auktionshallen i Skagens hamn. Byggnaden ska vara i fyra våningsplan och också inrymma kontorsutrymmen för uthyrning, restaurang och konferenslokaler, sammanlagt 9 550 kvadratmeter. Det nya museet planeras att vara klart 2024.